# Osiedle Poznańskie
Osiedle Poznańskie (niem. Bürgerwiesen, po 1945 Łączyska) – wieś w Polsce położona w województwie lubuskim, w powiecie gorzowskim, w gminie Deszczno, ok. 8 km od centrum Gorzowa Wlkp.
W latach 1975–1998 miejscowość administracyjnie należała do województwa gorzowskiego.
Wieś połączona jest z Gorzowem Wielkopolskim linią MZK. Około 1500 mieszkańców. Najliczniejsza miejscowość w gminie.